# Helina iridescens
Helina iridescens är en tvåvingeart som beskrevs av Malloch 1922. Helina iridescens ingår i släktet Helina och familjen husflugor. Inga underarter finns listade i Catalogue of Life.